# Estação Église d'Auteuil
Église d'Auteuil é uma estação da Linha 10 do Metrô de Paris, localizada no 16.º arrondissement de Paris.

## Localização
A estação está situada na saída da rue Wilhem, na place de l'Église-d'Auteuil, nos limites das fundações da Igreja de Notre-Dame-d'Auteuil. Situada na pista norte do circuito de Auteuil e orientada ao longo do eixo noroeste/sudeste, está interposta entre a estação de bifurcações Javel - André-Citroën (da qual é separada pela travessia do Sena em subterrâneo e pela estação Mirabeau) e estação Michel-Ange - Auteuil. Ela só é servida na direção de Boulogne - Pont de Saint-Cloud.

## História
A estação foi aberta em 30 de setembro de 1913 com o lançamento da primeira extensão da linha 8 de Beaugrenelle (hoje Charles Michels) para Porte d'Auteuil.
Deve seu nome inicial de Wilhem ao seu estabelecimento sob a rua Wilhem. Embora este último seja uma homenagem ao compositor parisiense Wilhem, seu nome poderia evocar erroneamente o do ex-imperador alemão Guilherme II e, portanto, era perturbador no contexto do pós-guerra, razão pela qual o nome da estação mudou em favor de Église d'Auteuil em 1921. O novo nome vem do bairro de Notre-Dame d'Auteuil, construído em 1877 para substituir o que foi construída no século XI e reconstruída no século XIV.
Durante a noite de 26 a 27 de julho de 1937, a estação é transferida para a linha 10 como parte do redesenho das linhas 8, 10 e da linha antiga 14. No entanto, o serviço entre Jussieu e Porte d'Auteuil foi prestado apenas dois dias depois, em 29 de julho, inicialmente limitado a La Motte-Picquet - Grenelle a leste.
Como parte do programa “Renovação do Metrô” da RATP, seus corredores e a iluminação da plataforma foram renovados em 21 de agosto de 2006.
Em 2017, de acordo com estimativas da RATP, 177017 passageiros entraram na estação, o que a coloca na 302a posição das estações de metrô por sua frequência em 302.
Teoricamente, é a estação menos visitada de toda a rede. No entanto, dada a sua configuração como meia estação que só acomoda trens vindos do centro de Paris, essa classificação deve ser posta em perspectiva, pois é usada principalmente por viajantes que descem por lá. Para pegar a linha para Gare d'Austerlitz, os usuários devem ir às estações adjacentes Chardon-Lagache ou Mirabeau; caso contrário, serão obrigados a pegar um trem à estação de plataforma única Boulogne - Jean Jaurès e depois sair em direção oposta através de uma ruptura de carga.

## Serviços aos passageiros

### Acessos
A estação possui duas entradas compostas por escadas fixas:
- O acesso 1 “Place Théodore-Rivière”, adornado com uma pequena entrada Guimard listada como monumento histórico pelo decreto de 29 de maio de 1978,[4] levando à place Théodore-Rivière em frente ao 2, rue Verderet;
- O acesso 2 "Rue Wilhem", decorado com uma balaustrada do tipo Dervaux e que não permite a entrada na estação, localizada no lado par desta rua, em frente à abertura da rue Corot.

### Plataforma
Église d'Auteuil é uma estação em curva de configuração particular: ela possui uma via única com uma plataforma lateral, que é servida apenas pelos trens na direção de Boulogne - Pont de Saint-Cloud. As outras características são, no entanto, clássicas: a abóbada é elíptica e a decoração é do estilo utilizado pela maioria das estações de metrô: a faixa de iluminação é branca e arredondada no estilo "Gaudin" do renascimento do metrô da década de 2000, e as telhas em cerâmica brancas biseladas recobrem os pés-direitos, a abóbada, os tímpanos e as saídas dos corredores. Presentes apenas no lado da plataforma, os quadros publicitários são metálicos e o nome da estação é inscrito na fonte Parisine em placas esmaltadas (somente o lado da plataforma). Os assentos são no estilo Motte de cor laranja.

### Intermodalidade
A estação é servida pelas linhas 22, 52 e 62 da rede de ônibus RATP.

## Pontos turísticos
- Lycée Jean-Baptiste-Say
- Igreja de Notre-Dame-d'Auteuil